# 金立村
金立村（きんりゅうむら）は、佐賀県佐賀郡にあった村。現在の佐賀市の一部にあたる。

## 地理
佐賀平野の北端、金立山の南方に位置していた。
- 河川：巨勢川、福島川、徳永川[2]

## 歴史
- 1889年（明治22年）4月1日、町村制の施行により、佐賀郡金立村、薬師丸村、千布村が合併して村制施行し、金立村が発足[1][2]。旧村名を継承した金立、薬師丸、千布の3大字を編成[2]。
- 1954年（昭和29年）10月1日、佐賀市に編入され廃止[1][2]。

## 産業
- 農業[2]
- 産物：米、麦、繭、密柑、櫨、茶[2]

## 教育
- 1877年（明治10年）金立小学校開校[2]。1886年（明治19年）千布小学校と合併し恵迪尋常高等小学校となり、1892年（明治25年）金立尋常小学校に改称[2]。（現佐賀市立金立小学校）